# Wolff Adolph von Gersdorff
Wolff Adolph von Gersdorff (* 4. Januar 1683; † 14. Juli 1749 auf Gut Meffersdorf) aus dem Haus Meffersdorf und Schwerta war kursächsischer Generalmajor.
Seine Eltern waren der Oberst Christoph Gottlob von Gersdorff (* 4. November 1653; † 11. Mai 1731) auf Meffersdorf und dessen Ehefrau Katharina Magdalena, geb. von Theler (* 27. März 1659; † 16. April 1708). Er hatte noch zwei Brüder der Geheime Kriegsrat Georg Rudolph (* 25. Juli 1686; † 18. Juli 1725) und der Oberst Karl Ernst (15. Dezember 1689; † 21. Juni 1745) auf Rengersdorf. Sein älterer Bruder Wigand Gottlob fiel 1745 als Oberstleutnant bei Hohenfriedberg.
Am 1. Dezember 1717 wurde er Oberst und Inspekteur der Kavallerie. Er war Generalmajor, als er am 29. Mai 1731 den Dienst quittierte und sich auf sein Gut Meffersdorf zurückzog.
Er heiratete 1730 Johanna Elisabeth von Penzig († 7. Juli 1737) aus dem Haus Jesswitz.
Bereits 1712 hatte er Meffersdorf von seinem Vater für 60.000 Taler gekauft. In den folgenden Jahren war er bemüht die Wirtschaft neu zu ordnen. Es wurde vermessen, neue Gärten angelegt, eine Brücke und eine Papiermühle errichtet. Die Schule, die Apotheke (1724) dazu der Arzt und der Barbier stammen aus dieser Zeit. 1745 sollten Kontributionen an die Preußen gezahlt werden, was der Frieden aber seiner Zeit verhinderte. Gersdorf sorgte dafür, dass mit dem Geld stattdessen eine Feuerspritze und eine Art Sparkasse errichtet wurde.